# Тохирова, Шохсанам
Шохсанам Тохирова, или Шохсанам Тахирова (узб. Shohsanam Tohirova; род. 17 мая 2001, Ташкент), — узбекистанская фигуристка, выступавшая в одиночном катании. Чемпионка Узбекистана (2018).

## Биография
Тохирова начала заниматься фигурным катанием в 2009 году. Во время соревновательной карьеры тренировалась в родном Ташкенте у наставника Элитты Аванесян. Хореографом и постановщиком её программ была Екатерина Малиновская. Вне льда интересовалась музыкой, в частности играла на фортепиано.
На протяжении трёх сезонов, в 2014—2016 годах, выступала в рамках юниорского Гран-при. В общей сложности она участвовала в четырёх турнирах данной серии. На юниорском Гран-при Польши, проходившем в 2015 году, она установила личный рекорд по системе ISU — за две программы Тохирова набрала 76,79 баллов.
После перехода на взрослый уровень, в 2018 году завоевала золото чемпионата Узбекистана. В том же году в первый и единственный раз выступила на взрослом международном турнире — Bosphorus Cup. На тех соревнованиях Тохирова заняла четырнадцатое место среди шестнадцати участниц, опередив двух представительниц Турции.

## Программы
| Сезон   | Короткая программа                              | Произвольная программа                  |
| ------- | ----------------------------------------------- | --------------------------------------- |
| 2016/17 | - Вальс из «Мастера и Маргариты» Игорь Корнелюк | - «La leyenda del beso» Рауль Ди Бласио |

## Результаты
| Соревнования          | 14/15    | 15/16    | 16/17    | 17/18    | 18/19    |
| Взрослые              | Взрослые | Взрослые | Взрослые | Взрослые | Взрослые |
| --------------------- | -------- | -------- | -------- | -------- | -------- |
| Bosphorus Cup         |          |          |          |          | 14       |
| Чемпионат Узбекистана |          |          |          | 1        |          |
| Юниорские             |          |          |          |          |          |
| Гран-при России       |          |          | 23       |          |          |
| Гран-при Польши       |          | 29       |          |          |          |
| Гран-при Словакии     |          | 29       |          |          |          |
| Гран-при Чехии        | 28       |          |          |          |          |
| Asian Open Trophy     | 16       |          |          |          |          |